# Regina Mateus
Regina Maria de Jesus Ramos Mateus (Lourenço Marques, Moçambique, 1966) é uma médica-cirurgiã e militar portuguesa, directora do Hospital das Forças Armadas. Em Dezembro de 2018 tornou-se a primeira mulher a assumir um cargo de oficial-general nas Forças Armadas Portuguesas.

## Biografia
Regina nasceu em Lourenço Marques, actual Maputo, em 1966, na então província portuguesa de Moçambique. Frequentou inicialmente a escola primária em Moçambique, posteriormente na Rodésia, e finalmente na Figueira da Foz. Frequentou o curso de Medicina na Universidade de Coimbra, concluindo-o em 1991, fazendo o internato geral nos dois anos seguintes. Em 1993 ingressou no quadro permanente da Força Aérea, o primeiro ramo das Forças Armadas a permitir a integração de mulheres no serviço militar voluntário e no quadro permanente, desde 1988.
Foi colocada no antigo hospital da Força Aérea, actual Hospital das Forças Armadas, tirando depois o curso de medicina aeronáutica. Fez o internato complementar em Cirurgia Geral, obtendo em 2012 o grau de assistente hospitalar.
Foi chefe do centro de Saúde da Base Aérea de Monte Real, e até 2017 do Centro de Medicina Aeronáutica da Força Aérea.
Em 2003 chefiou a equipa de saúde militar presente no exercício de avaliação táctica da NATO, em Ovar, participando de várias missões da Aliança Atlântica como “Avaliadora de Protecção da Força” em Portugal, Grécia, Turquia e Espanha.
Exerceu funções ao nível hospitalar em áreas de conflito de elevada perigosidade, entre as quais o Afeganistão, onde esteve três vezes, sendo a mulher com mais missões internacionais ao serviço da NATO, tendo estado também na Lituânia, na Noruega, em São Tomé e Príncipe e na Líbia.
Regina Mateus desenvolveu o equipamento interno para as aeronaves de transporte C-295 poderem ir buscar doentes infectados com o vírus do ébola a África, em caso de necessidade.
Em Março de 2017 começou a frequentar no Instituto Universitário Militar, em Pedrouços, o curso de promoção a oficial general, concluíndo-o no Verão desse ano, com um trabalho de investigação sobre "incapacidade e absentismo nas Forças Armadas".
Embora Regina Mateus esteja mais ligada à área operacional, em particular à da medicina aeronáutica em particular, tem exercido como médica de cirurgia geral nos serviços de urgência do Hospital de São Francisco Xavier, sendo considerada pelos seus pares como uma profissional exigente e muito humana com os doentes, em particular os mais idosos.
A 23 de Julho de 2018 assumiu a direcção do Hospital das Forças Armadas, substituindo no cargo o brigadeiro-general António Lopes Tomé, sendo então já certa a sua promoção a brigadeiro-general, dependente das vagas na Força Aérea e da autorização do Governo.
Em 2018 Regina Mateus era a mais antiga coronel das Forças Armadas. A 21 de Dezembro de 2018 foi promovida a brigadeiro-general, tornando-se na primeira mulher a ocupar um cargo de oficial-general na história das Forças Armadas portuguesas. O Ministro da Defesa, João Cravinho, que assinou o despacho da promoção, considerou-a um momento "de grande simbolismo", representando "um telhado de vidro que se quebra".
Regina Mateus garante nunca ter sido objecto de discriminação por questões de género nas fileiras militares. É casada, sem filhos.